# These Four Walls (canção)
These Four Walls é uma canção
da banda feminina britânica Little Mix e aparece como a sétima faixa de seu segundo álbum Salute (2014).

## Antecedentes e composição
A canção inclui apenas um piano e
delicadamente tranquilos cordas de
violino por trás, Little Mix
entrega frágeis vocais. Jesy Nelson, Perrie Edwards, Jade Thirlwall e Leigh-Anne Pinnock, se revezam para badalar através do coro emocional da música, é também uma grande exibição de cada um dos vocais das meninas da banda. Ela verbaliza tudo quando experimentamos a perda, é uma perda de orgulho e funcionalidade.

## Recepção da crítica
O site PopCrush declarou: "Aqui está mais uma balada borrifada de harmonizações otimistas e devastadoramente, dolorosa. É uma canção vulnerável que permite que cada pessoa possa cantar e despertar a emoção sobre uma melodia de piano simples. É quase que como uma a cappella em alguns pontos. Esta é a trilha sonora do filme de animação da canção "Salute".

## Performances ao vivo
Little Mix cantou a música ao vivo pela primeira vez no programa de TV do Reino Unido, This Morning. Mais tarde eles realizaram uma performance ao vivo no programa Surprise Surprise para quatro fãs muito especiais.

## Desempenho nas tabelas musicais
Apesar de não ter sido divulgada como
um trabalho comercial individual, a
canção "These Four Walls" conseguiu
alcançar o número 57 na tabela musical
britânica após o lançamento do album Salute .
Posições
| Tabela musical (2013) | Melhor posição |
| --------------------- | -------------- |
| UK                    | 57             |